# Estação Quintas
A Estação Quintas é uma estação ferroviária integrante da Linha Norte do Sistema de Trens Urbanos de Natal, administrada pela Companhia Brasileira de Trens Urbanos (CBTU).
Está localizada na rua Campos Limpos, bairro Quintas, na cidade de Natal, capital do Estado do Rio Grande do Norte, Brasil. Situa-se entre as estações Igapó e Alecrim I.

## Histórico
A estação foi inaugurada em 9 de outubro de 1982, integrando-se a Linha Norte do Sistema de Trens Urbanos de Natal.
Em 2015, o então superintendente da CBTU em Natal, João Maria Cavalcante, anunciou que a estação seria reconstruída, com a possiblidade, inclusive, de receber um novo nome devido a uma mudança de localização. A prometida reforma, entretanto, não ocorreu.